# Трамакастилья
Трамакастилья (ісп. Tramacastilla) — муніципалітет в Іспанії, у складі автономної спільноти Арагон, у провінції Теруель. Населення — 107 осіб (2010).
Муніципалітет розташований на відстані близько 180 км на схід від Мадрида, 40 км на захід від міста Теруель.

## Демографія
Динаміка населення (INE ):